# Provincias de Suecia
Las provincias administrativas de Suecia (en sueco, län), son el primer nivel administrativo y político de la organización territorial de Suecia. Suecia se divide en 21 provincias. 
Cada provincia tiene características geográficas y culturales únicas, desde los extensos bosques boreales y montañas en el norte hasta las áreas agrícolas y planicies del sur.
Las provincias se establecieron en 1634 por iniciativa del conde Axel Oxenstierna y sustituyeron a las antiguas comarcas (en sueco landskap) o provincias históricas de Suecia para introducir una administración moderna. Las fronteras de los provincias a menudo coincidían con las fronteras de comarcas, pero la Corona a menudo optó por realizar pequeñas modificaciones para adaptarla a sus propósitos. 
Actualmente, en Suecia hay propuestas muy polémicas para reorganizar el país en grandes regiones, en sustitución de las actuales provincias.

## Función
En cada provincia existe un Consejo de Administración de la provincia (länsstyrelse) dirigido por un gobernador civil (landshövding), así como un Consejo de Condados de Suecia y varias otras organizaciones gubernamentales. 
El Consejo de Administración es designado por el Gobierno de Suecia para coordinar la administración con los objetivos políticos nacionales para el condado. 
La diputación provincial o landsting, por otro lado es un gobierno regional, es decir, una asamblea política nombrada por el electorado para deliberar sobre los asuntos municipales de la provincia, principalmente en relación con la sanidad pública. 
Una serie de agencias del gobierno se organizan sobre la base territorial de las provincias, incluidos los principales órganos de la policía, empleo («Arbetsförmedlingen»), seguridad social y servicios forestales.

## Mapa
| \| Siglas \| Län \| \| ------ \| ---------------------------- \| \| BD \| Provincia de Norrbotten \| \| AC \| Provincia de Västerbotten \| \| Z \| Provincia de Jämtland \| \| Y \| Provincia de Västernorrland \| \| X \| Provincia de Gävleborg \| \| W \| Provincia de Dalarna \| \| S \| Provincia de Värmland \| \| T \| Provincia de Örebro \| \| U \| Provincia de Västmanland \| \| C \| Provincia de Upsala \| \| AB \| Provincia de Estocolmo \| \| D \| Provincia de Södermanland \| \| O \| Provincia de Västra Götaland \| \| E \| Provincia de Östergötland \| \| F \| Provincia de Jönköping \| \| H \| Provincia de Kalmar \| \| N \| Provincia de Halland \| \| G \| Provincia de Kronoberg \| \| K \| Provincia de Blekinge \| \| M \| Provincia de Escania \| \| I \| Provincia de Gotland \| | län                          |  |
| Siglas | Län                          |  |
| BD | Provincia de Norrbotten      |  |
| AC | Provincia de Västerbotten    |  |
| Z | Provincia de Jämtland        |  |
| Y | Provincia de Västernorrland  |  |
| X | Provincia de Gävleborg       |  |
| W | Provincia de Dalarna         |  |
| S | Provincia de Värmland        |  |
| T | Provincia de Örebro          |  |
| U | Provincia de Västmanland     |  |
| C | Provincia de Upsala          |  |
| AB | Provincia de Estocolmo       |  |
| D | Provincia de Södermanland    |  |
| O | Provincia de Västra Götaland |  |
| E | Provincia de Östergötland    |  |
| F | Provincia de Jönköping       |  |
| H | Provincia de Kalmar          |  |
| N | Provincia de Halland         |  |
| G | Provincia de Kronoberg       |  |
| K | Provincia de Blekinge        |  |
| M | Provincia de Escania         |  |
| I | Provincia de Gotland         |  |

| Siglas | Län                          |
| ------ | ---------------------------- |
| BD     | Provincia de Norrbotten      |
| AC     | Provincia de Västerbotten    |
| Z      | Provincia de Jämtland        |
| Y      | Provincia de Västernorrland  |
| X      | Provincia de Gävleborg       |
| W      | Provincia de Dalarna         |
| S      | Provincia de Värmland        |
| T      | Provincia de Örebro          |
| U      | Provincia de Västmanland     |
| C      | Provincia de Upsala          |
| AB     | Provincia de Estocolmo       |
| D      | Provincia de Södermanland    |
| O      | Provincia de Västra Götaland |
| E      | Provincia de Östergötland    |
| F      | Provincia de Jönköping       |
| H      | Provincia de Kalmar          |
| N      | Provincia de Halland         |
| G      | Provincia de Kronoberg       |
| K      | Provincia de Blekinge        |
| M      | Provincia de Escania         |
| I      | Provincia de Gotland         |

| landskap             | \| Región \| Landskap \| \| -------------------- \| --------------------------- \| \| Norlandia (Norrland) \| Angermania (Ångermanland) \| \| Norlandia (Norrland) \| Gestricia (Gästrikland) \| \| Norlandia (Norrland) \| Helsingia (Hälsingland) \| \| Norlandia (Norrland) \| Herdalia (Härjedalen) \| \| Norlandia (Norrland) \| Jemtia (Jämtland) \| \| Norlandia (Norrland) \| Laponia (Lappland) \| \| Norlandia (Norrland) \| Medelpadia (Medelpad) \| \| Norlandia (Norrland) \| Norbotnia (Norrbotten) \| \| Norlandia (Norrland) \| Vestrobotnia (Västerbotten) \| \| Sueonia (Svealand) \| Dalecarlia (Dalarna) \| \| Sueonia (Svealand) \| Nericia (Närke) \| \| Sueonia (Svealand) \| Sudermania (Södermanland) \| \| Sueonia (Svealand) \| Uplandia (Uppland) \| \| Sueonia (Svealand) \| Vermelandia (Värmland) \| \| Sueonia (Svealand) \| Vestmania (Västmanland) \| \| Gotia (Götaland) \| Blekingia (Blekinge) \| \| Gotia (Götaland) \| Bahusia (Bohuslän) \| \| Gotia (Götaland) \| Dalia (Dalsland) \| \| Gotia (Götaland) \| Gotlandia (Gotland) \| \| Gotia (Götaland) \| Halandia (Halland) \| \| Gotia (Götaland) \| Olandia (Öland) \| \| Gotia (Götaland) \| Ostrogotia (Östergötland) \| \| Gotia (Götaland) \| Escania (Skåne) \| \| Gotia (Götaland) \| Esmolandia (Småland) \| \| Gotia (Götaland) \| Vestrogotia (Västergötland) \| |  |
| Región               | Landskap |  |
| Norlandia (Norrland) | Angermania (Ångermanland) |  |
| Norlandia (Norrland) | Gestricia (Gästrikland) |  |
| Norlandia (Norrland) | Helsingia (Hälsingland) |  |
| Norlandia (Norrland) | Herdalia (Härjedalen) |  |
| Norlandia (Norrland) | Jemtia (Jämtland) |  |
| Norlandia (Norrland) | Laponia (Lappland) |  |
| Norlandia (Norrland) | Medelpadia (Medelpad) |  |
| Norlandia (Norrland) | Norbotnia (Norrbotten) |  |
| Norlandia (Norrland) | Vestrobotnia (Västerbotten) |  |
| Sueonia (Svealand)   | Dalecarlia (Dalarna) |  |
| Sueonia (Svealand)   | Nericia (Närke) |  |
| Sueonia (Svealand)   | Sudermania (Södermanland) |  |
| Sueonia (Svealand)   | Uplandia (Uppland) |  |
| Sueonia (Svealand)   | Vermelandia (Värmland) |  |
| Sueonia (Svealand)   | Vestmania (Västmanland) |  |
| Gotia (Götaland)     | Blekingia (Blekinge) |  |
| Gotia (Götaland)     | Bahusia (Bohuslän) |  |
| Gotia (Götaland)     | Dalia (Dalsland) |  |
| Gotia (Götaland)     | Gotlandia (Gotland) |  |
| Gotia (Götaland)     | Halandia (Halland) |  |
| Gotia (Götaland)     | Olandia (Öland) |  |
| Gotia (Götaland)     | Ostrogotia (Östergötland) |  |
| Gotia (Götaland)     | Escania (Skåne) |  |
| Gotia (Götaland)     | Esmolandia (Småland) |  |
| Gotia (Götaland)     | Vestrogotia (Västergötland) |  |

| Región               | Landskap                    |
| -------------------- | --------------------------- |
| Norlandia (Norrland) | Angermania (Ångermanland)   |
| Norlandia (Norrland) | Gestricia (Gästrikland)     |
| Norlandia (Norrland) | Helsingia (Hälsingland)     |
| Norlandia (Norrland) | Herdalia (Härjedalen)       |
| Norlandia (Norrland) | Jemtia (Jämtland)           |
| Norlandia (Norrland) | Laponia (Lappland)          |
| Norlandia (Norrland) | Medelpadia (Medelpad)       |
| Norlandia (Norrland) | Norbotnia (Norrbotten)      |
| Norlandia (Norrland) | Vestrobotnia (Västerbotten) |
| Sueonia (Svealand)   | Dalecarlia (Dalarna)        |
| Sueonia (Svealand)   | Nericia (Närke)             |
| Sueonia (Svealand)   | Sudermania (Södermanland)   |
| Sueonia (Svealand)   | Uplandia (Uppland)          |
| Sueonia (Svealand)   | Vermelandia (Värmland)      |
| Sueonia (Svealand)   | Vestmania (Västmanland)     |
| Gotia (Götaland)     | Blekingia (Blekinge)        |
| Gotia (Götaland)     | Bahusia (Bohuslän)          |
| Gotia (Götaland)     | Dalia (Dalsland)            |
| Gotia (Götaland)     | Gotlandia (Gotland)         |
| Gotia (Götaland)     | Halandia (Halland)          |
| Gotia (Götaland)     | Olandia (Öland)             |
| Gotia (Götaland)     | Ostrogotia (Östergötland)   |
| Gotia (Götaland)     | Escania (Skåne)             |
| Gotia (Götaland)     | Esmolandia (Småland)        |
| Gotia (Götaland)     | Vestrogotia (Västergötland) |

Cada provincia se subdivide en municipios (kommuner) y su creación depende, en parte, de forma discrecional del gobierno central. Desde 2004 su número es de 290, correspondiendo, por tanto, una media de 13,8 por cada condado. Ver más Municipios de Suecia. 
Hasta 1968, la ciudad de Estocolmo tenía su propio "código provincial" «A», que aún se utiliza indistintamente con «AB» en algunos contextos.

## Historia

### Antiguas divisiones
Las provincias históricas de Suecia o comarcas (landskap) y las regiones de Suecia (landsdelar), no tienen importancia política hoy, pero son denominaciones muy usadas cultural e históricamente. 
Históricamente, las provincias se dividían en tres regiones: Götaland, que comprendía el sur y el oeste de Suecia; Svealand la parte oriental y sudoriental; y Norrland, toda la mitad norte. Las dos primeras hacen referencia a los dominios de antiguas tribus y la tercera es una referencia geográfica. Todavía son de uso común como referencias geográficas. 

### Provincias suprimidas
Las provincias que fueron suprimidas en Suecia adecuada son los siguientes:
- Provincia de Skaraborg + Provincia de Gothenburg y Bohus + Provincia de Älvsborg (fusionados como Provincia de Västra Götaland en 1999)
- Provincia de Kopparberg (se convierte en el Provincia de Dalarna en 1999)
- Provincia de Malmöhus + Provincia de Kristianstad (fusionados como Provincia de Escania en 1997)
- Provincia de Norrland (en 1645 se divide en las provincias de Västerbotten, Hudiksvall y Härnosand)
- Provincia de Närke (se convierte en la Provincia de Örebro)
- Provincia de Härnösand (1645-1654, formado Provincia de Västernorrland)
- Provincia de Hudiksvall (1645-1654, formado Provincia de Gävleborg)
- Stockholm Överståtshållarämbete (1634-1967, unido con la Provincia de Estocolmo)
- Provincia de Svartsjö (1786-1809, unido con la Provincia de Estocolmo)
- Provincia de Öland (1819-1824, unido con la Provincia de Kalmar)

## Propuestas de futuras regiones

Seis o nueve regiones administrativas nuevas.

Por cuenta del gobierno sueco, el Ansvarskommittén ha estado investigando las posibilidades de la fusión de las actuales 21 provincias más grandes en 6-9 "regiones". En caso de aprobarse, estas entrarían en vigor en torno a 2015. En su informe final sugieren las siguientes nuevas regiones:
| 1. Norra Sverige: Provincia de Norrbotten + Provincia de Västerbotten + Provincia de Jämtland + Provincia de Västernorrland + Nordanstig y Hudiksvall 2. Bergslagen: el resto de Provincia de Gävleborg + Provincia de Dalarna + Provincia de Örebro + Provincia de Värmland 3. Mälardalen: Provincia de Stockholm + Provincia de Upsala + Provincia de Södermanland + Provincia de Västmanland + Provincia de Gotland 4. Västra Götaland: Västra Götaland + Provincia de Halland 5. Östra Götaland: Provincia de Östergötland + Provincia de Jönköping + Provincia de Kronoberg + Provincia de Kalmar 6. Södra Götaland: Provincia de Escania + Provincia de Blekinge | 1. Norra Sverige: Provincia de Norrbotten + Provincia de Västerbotten + Örnsköldsvik 2. Mellannorrland: Provincia de Jämtland + Provincia de Västernorrland (except Örnsköldsvik) + Nordanstig y Hudiksvall 3. Dalarna-Gävleborg: Provincia de Dalarna + Provincia de Gävleborg (excepto Nordanstig y Hudiksvall) 4. Västra Svealand: Provincia de Värmland + Provincia de Örebro 5. Mälardalen: Provincia de Stockholm + Provincia de Upsala + Provincia de Södermanland + Provincia de Västmanland + Provincia de Gotland 6. Västra Götaland: Condado de Västra Götaland + Provincia de Halland 7. Östergötland: Condado de Östergötland + Västervik 8. Småland: Provincia de Jönköping + Provincia de Kronoberg + Provincia de Kalmar (except Västervik) 9. Södra Götaland: Provincia de escania + Provincia de Blekinge |

Según otras propuestas, la Provincia de Halland sería abolido por completo y se dividiría entre tres de las nuevas regiones, lo que ha sido recibido con protestas de los habitantes de Halland.

## NUTS 2 de Suecia (Riksområden)

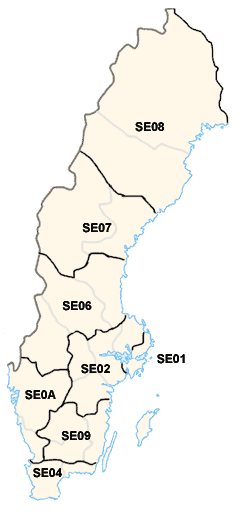
Regiones NUTS (riksområden).

Riksområden, or National Areas: Stockholm, East Middle Sweden, North Middle Sweden, Middle Norrland, Upper Norrland, Småland and the islands, West Sweden and South Sweden.
La Unión Europea está dividida en una Nomenclatura de las Unidades Territoriales Estadísticas, y las provincias suecas corresponden al tercer nivel de división. A efectos de crear unidades correspondientes al segundo nivel, se han agrupado los condados en ocho NUTS 2 o Riksområden (áreas nacionales): Estocolmo, Suecia media oriental, Suecia media norte, Norrland medio, Norrland alto, Småland y las islas, Suecia occidental y Suecia meridional.